# Lenita Airisto

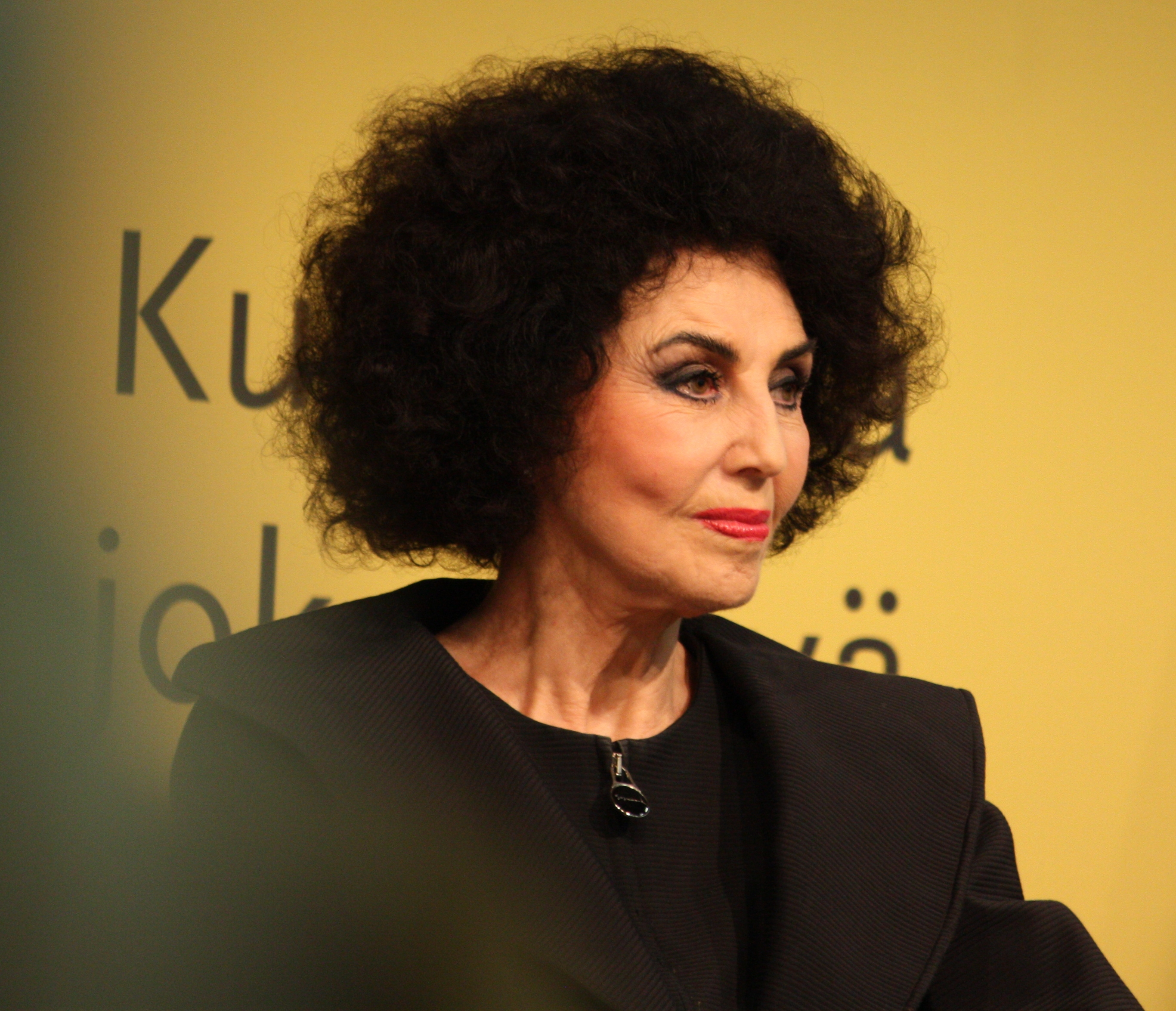
Lenita Airisto.

Hymni Lenita Aulikki Airisto, född 1 januari 1937 i Helsingfors, är en finländsk företagare. Hon var 1961–1971 gift med politikern Ingvar S. Melin. 
Airisto erövrade 1954 skönhetstiteln "Finlands tärna" (Suomen Neito) och anställdes 1957 som hallåa vid Tesvisio samt framträdde senare som TV-producent både vid Finlands rundradio (bland annat i panelprogrammet Jatkoaika på 1960-talet) och MTV. Hon blev diplomekonom 1961 och grundade 1971 bolaget Airisto Oy och har sedermera genom att producera utställnings- och scenshower runt om i världen främjat avsättningen av bland annat finländska produkter. Hon har vidare arbetat som konsult och föreläsare samt skrivit flera böcker, bland annat Menestys (1996), ett framgångsrecept för 2000-talet, och Jatkoaika (2000), om åldrandet och seniorerna under det nya millenniet. Hon tilldelades utmärkelsen Årets kvinna 1984.

## Utmärkelser
- Riddartecknet av I klass av Finlands Lejons orden,  6 december 1984[2]
- Krigsinvalidernas förtjänstkors,  2017[3]

[Redigera Wikidata]

### Uppslagsverk
- Airisto, Lenita i Uppslagsverket Finland (webbupplaga, 2012). CC-BY-SA 4.0